# Daj Darogu! (album)
Daj Darogu! (Дай Дарогу!) – szósty album studyjny białoruskiego zespołu punk rockowego Daj Darogu!, wydany 8 maja 2015 roku i zaprezentowany tego samego dnia w mińskim klubie Re:Public. Ostateczna wersja albumu, na której poprawiono mastering dźwięku, została opublikowana 29 czerwca 2015 roku.

## Lista utworów
| Nr  | Tytuł utworu               | Oryginalna pisownia tytułu | Długość |
| --- | -------------------------- | -------------------------- | ------- |
| 1.  | „Maldiwy”                  | «Мальдивы»                 | 3:50    |
| 2.  | „Mitiu my nie parim”       | «Митю мы не парим»         | 3:31    |
| 3.  | „Tankist”                  | «Танкист»                  | 2:45    |
| 4.  | „Na zwiozdnoj koczergie”   | «На звёздной кочерге»      | 3:13    |
| 5.  | „Wielik”                   | «Велик»                    | 3:27    |
| 6.  | „Wychodi”                  | «Выходи»                   | 4:57    |
| 7.  | „18 let”                   | «18 лет»                   | 4:15    |
| 8.  | „Sjomnaja chata”           | «Съёмная хата»             | 2:26    |
| 9.  | „Obszczestwo kalek”        | «Общество калек»           | 3:51    |
| 10. | „Twoi kasztanowyje wołosy” | «Твои каштановые волосы»   | 4:08    |
| 11. | „Priedsmiertnyj chit”      | «Предсмертный хит»         | 2:57    |
| 12. | „Pieriedoz”                | «Передоз»                  | 3:12    |
| 13. | „Chołodnyj dom”            | «Холодный дом»             | 3:37    |
|     |                            |                            | 46:09   |

## Twórcy
- Juryj Stylski – wokal, gitara, muzyka i teksty
- Alaksandr Zakrżeuski – gitara basowa
- Illa Cieraszczuk – perkusja
- Illa Kuroczkin – zapis, mastering[4]